# Malcolm Bolton

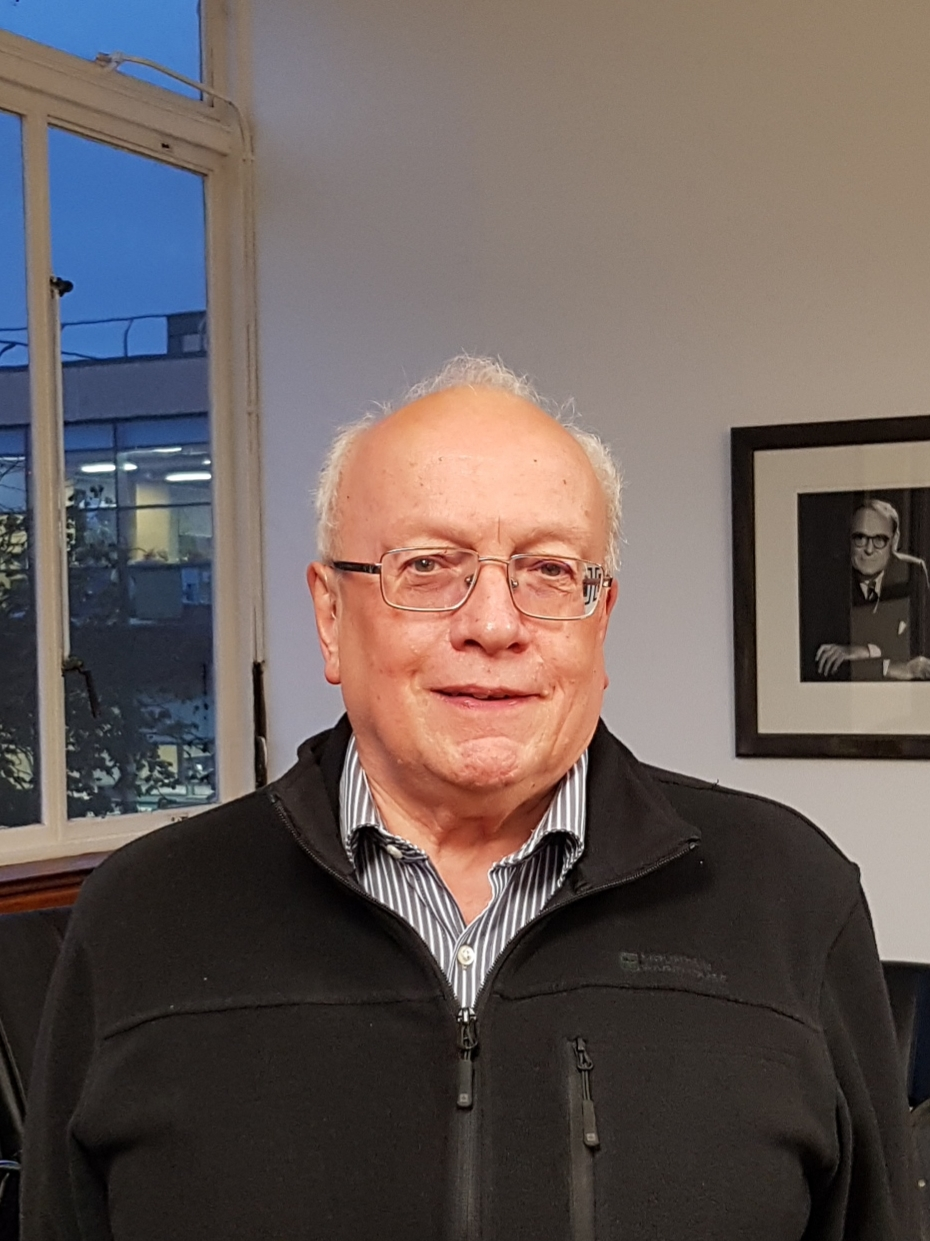
Malcolm Bolton

Malcolm David Bolton (* 1946) ist ein britischer Bauingenieur, der sich mit Geotechnik befasst und Professor an der Universität Cambridge ist.
Bolton studierte ab 1964 Bauingenieurwesen an der Universität Cambridge (Bachelor 1967) und 1969 einen Master-Abschluss an der Manchester University. Er wurde in Cambridge in Bodenmechanik promoviert und war dann am Aufbau der ersten Geozentrifuge in Großbritannien in Manchester durch Andrew Schofield beteiligt. Ab 1980 war er wieder in Cambridge, wo er Professor und Direktor des Schofield Centre for Geotechnical Processes and Construction Modelling ist. Außerdem ist er Leiter der Abteilung Geo- und Umwelttechnik in der Ingenieursfakultät.
1979 wurde er Fellow des Churchill College in Cambridge.
Er befasst sich sowohl mit grundlegenden Fragen der Bodenmechanik als auch mit Geotechnik von Tunneln, Effekten von Erdbeben bis zur Vorsorge gegen Erdrutsche und war geotechnischer Berater bei Pipeline-Projekten im Offshore-Bereich (Wechselwirkung Boden-Pipeline). Er war im offiziellen britischen Normungskomitee für Stützbauwerke (Earth Retaining Structures, BS 8002). Er war Vorsitzender des Technischen Komitees TC 15 der ISSMGE Geomechanics from Micro to Macro.
Er war langjähriger Berater der Giken Company für Pfähle und war Gründungspräsident der International Press-In Association (IPA). Er war im Technical Review Board für Böschungsstabilität von Hong Kong. Er setzt die Tradition geomechanischer Modellierung aus Vergleich von numerischen Rechnungen mit Tests in Geozentrifugen in Cambridge fort. In der Bodenmodellierung befasst er sich unter anderem mit Discrete Element Models (DEM).
2012 war er Rankine Lecturer (Performance-based design in geotechnical engineering). In seiner Rankine Lecture spricht er sich für mehr Flexibilität bei geotechnischem Entwurf durch Berücksichtigung von Bodenbewegungen und Spannungs-Verformungsverhalten (das von ihm vorgeschlagene Mobilizeable Strength Design, MSD) aus und betrachtet das in den Eurocodes verwendete Traglastverfahren (LSD, Limit State Design) mit zugehörigen Sicherheitsfaktoren als oftmals zu konservativ und teuer. Er ist damit ein Vertreter der Beobachtungsmethode (Performance based Design).
Er ist Fellow der Royal Academy of Engineering. Er erhielt den Telford Preis, die Oscar Faber Medal und die Sir Benjamin Baker Medal.

## Schriften
Von ihm stammen über 200 wissenschaftliche Veröffentlichungen (2012) und ein Lehrbuch:
- Guide to Soil Mechanics, Macmillan 1979, Wiley 1980

Einige Aufsätze:
- Limit state design in geotechnical engineering, Ground Engineering, Band 14, 1981, S. 39–46
- mit P. Pang: Collapse limit states of reinforced earth retaining walls, Geotechnique, Band 32,1982, S. 349–367
- The strength and dilatancy of sand, Geotechnique, Band 36, 1986, S. 65–78
- mit S. Y. Lam: Energy conservation as a principle underlying mobilizable strength design for deep excavations. ASCE Journal of Geotechnical and Geoenvironmental Engineering, Band 137, 2011, S. 1062–1074.